# Vegetació àrtica

Vegetació àrtica a la tundra de Sydkap, Groenlàndia

La vegetació àrtica es desenvolupa en la zona de l'Àrtida la flora consta en total d'unes 2.300 espècies de plantes vasculars i moltes més de molses, líquens i fongs, la relativa pobresa en espècies es deu a ser un ecosistema jove (format després de la darrera glaciació) i al fet de tenir una radiació solar baixa.Durant gran part del Terciari la vegetació de l'Àrtic era boscosa, fa uns 45 milions d'anys (a l'Eocè) es formà la primera capa de gel.
En general es caracteritza per la tundra i el desert polar tot i que si es defineix geogràficament l'àrtic com la zona de la Terra al nord del cercle polar àrtic i no per la zona on la temperatura mitjana de juliol és inferior a 10 °C també inclou, en determinades zones, l'extrem septentrional dels boscos de coníferes de la taigà. El 71% de la superfície de `les terres àrtiques té vegetació, la resta està cobert pel gel. A gran part de l'àrtic hi ha un baix impacte de les activitats humanes i és la zona de la Terra amb els ecosistemes més poc alterats.

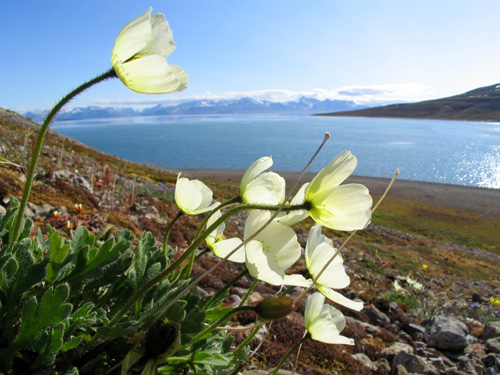
La rosella Papaver dahlianum a Svalbard

Les plantes àrtiques estan adaptades a estacions de creixement curtes i fredes. Poden suportar les temperatures extremes, el cobriment durant la major part de l'any per la neu. i la foscor de l'hivern (nit polar) però sobretot es caracteritzen per poder aprofitar per al seu desenvolupament els estius amb temperatures baixes i fins i tot amb glaçades al mig de l'estiu. La vegetació àrtica és especialment sensible al canvi climàtic especialment al canvi en les temperatures de l'estiu. La seva adaptació fa que, moltes, no puguin viure fora del seu ambient per exempla la rosella Papaver dahlianum trasplantada a Europa central va morir per massa calor
Les condicions pel creixement de les plantes de l'àrtic són molt estacionals el període de creixement es limita a uns dos mesos.

## Subzones de la vegetació àrtica

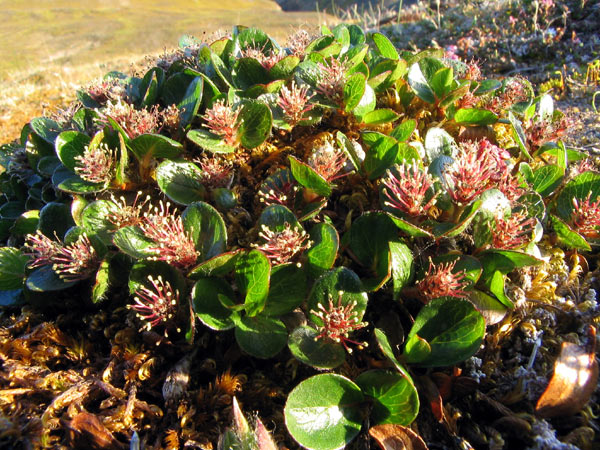
El salze polar, (Salix polaris) com aquest de Svalbard, té una distribució circumpolar

Les subzones de la vegetació àrtica estan controlades per la temperatura de l'estiu. El 26% de la vegetació de l'Àrtic és arbustiva erecta, el 18% tundra de gramínies, el 13% de muntanya, 12% terres amb vegetació esparsa (desert polar o barrens), 11% tundra de gramínies mineral, 11% arbusts prostrats, i 7% aiguamolls.
- Subzona A, amb temperatures del mes de juliol entre 1 i 3 °C, és el desert polar sense plantes llenyoses ni del gènere càrex
- Subzona B (temperatura mitjana de juliol entre 4-5 °C) les plantes vasculars cobreixen entre el 5 i el 25% de la superfície
- Subzona C (mitjana de juliol entre 6-7 °C) les plantes vasculars cobreixen entre el 5 i el 50% de la superfície
- Subzona D (mitjana de juliol entre 8-9 °C) les plantes vasculars cobreixen entre el 50 al 80% de la superfície 80 al 1000% de la superfície coberta per plantes vasculars i ls capsades cobreixen el 100% de la superfície.
- Subzon E (mitjana de juliol entre 9-12 °C) la part més càlida comprèn la tundra arbrada.